# Chiesa della Santissima Trinità (Alcamo)
La chiesa della Santissima Trinità è una chiesa cattolica che si trova ad Alcamo, nella provincia di Trapani.

## Storia
La chiesa venne fondata nel 1552 dal chierico Angelo di Poto su un appezzamento di terreno concesso dal Comune, e fu parrocchia dal 1615 al 1639. L'odierna chiesa fu edificata tra il 1746 e il 1757, in sostituzione di un'altra che sorgeva all'angolo nord-est dell'incrocio di via SS. Salvatore con via Trinità.
Nel 1571 vi fu fondata l'omonima confraternita, a cui fu affidata la chiesa dal vicario Generale, e con l'impegno che i suoi confrati recitassero tre volte l'anno la Liturgia delle ore a Natale, Pasqua e Pentecoste. Essa continuò il suo operato fino al 1615, anno in cui la chiesa divenne parrocchia e i confrati lasciarono la chiesa.
Le vennero aggregati alcuni benefici e rendite (fra cui le chiese di San Michele Arcangelo, di Santa Caterina, di Santa Maria della Catena) allo scopo di avere una certa autonomia finanziaria.
Il 13 ottobre del 1639, in occasione della visita pastorale del nuovo vescovo di Mazara del Vallo (Don Giovanni Domenico Spinola), avendo notato che le due nuove parrocchie della SS. Trinità e di San Paolo avevano problemi di natura economica, soppresse la parrocchia della SS. Trinità.
La scelta fu motivata dal fatto che la città si andava espandendo lungo il Corso 6 Aprile verso la chiesa di San Paolo.
Nella chiesa della Santissima Trinità rimase solo la congregazione notturna, ma i congregati, notando col passare degli anni che la loro chiesa si andava rovinando, decisero di lasciarla e edificarne una nuova nel piano antistante nel 1746.
La nuova chiesa della Trinità fu consacrata nel 1757 e nel 1771 fu adornata con stucchi.

## Descrizione
La chiesa è a navata unica, con 3 altari e una cappelletta
All'interno sono contenute le seguenti opere:
- tela raffigurante la Santissima Trinità, forse del '600, sull'altare maggiore;
- Maria Santissima Ausiliatrice con San Giovanni Bosco, tela realizzata nel 1943 dalle Suore Francescane di Maria in Roma;
- Sacro Cuore di Gesù, tela realizzata nel 1943 dalle Suore Francescane di Maria in Roma;
- statua dell'Addolorata, nella cappelletta a sinistra.

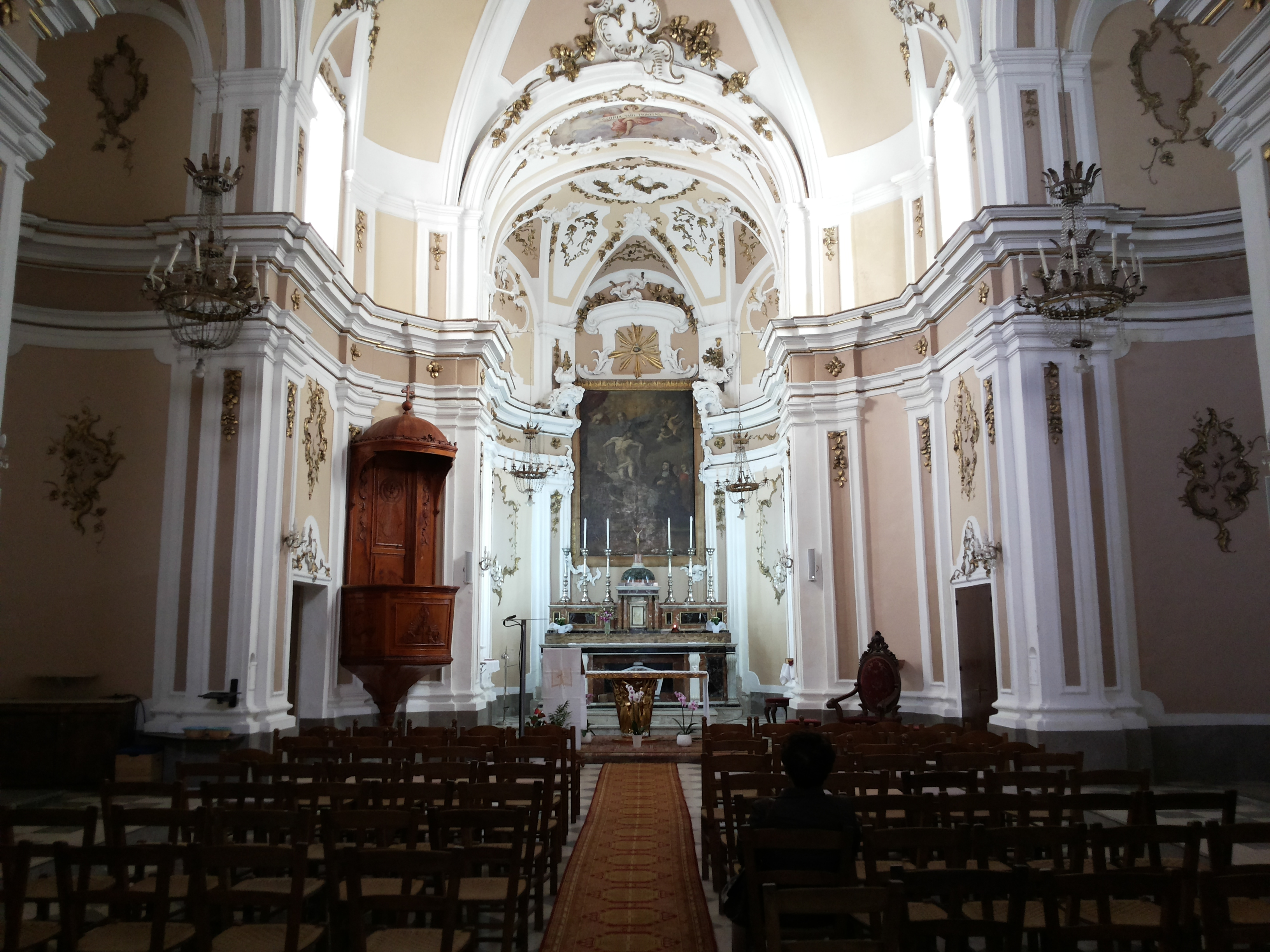
Interni della chiesa con il dipinto della Santissima Trinità sull'altare maggiore
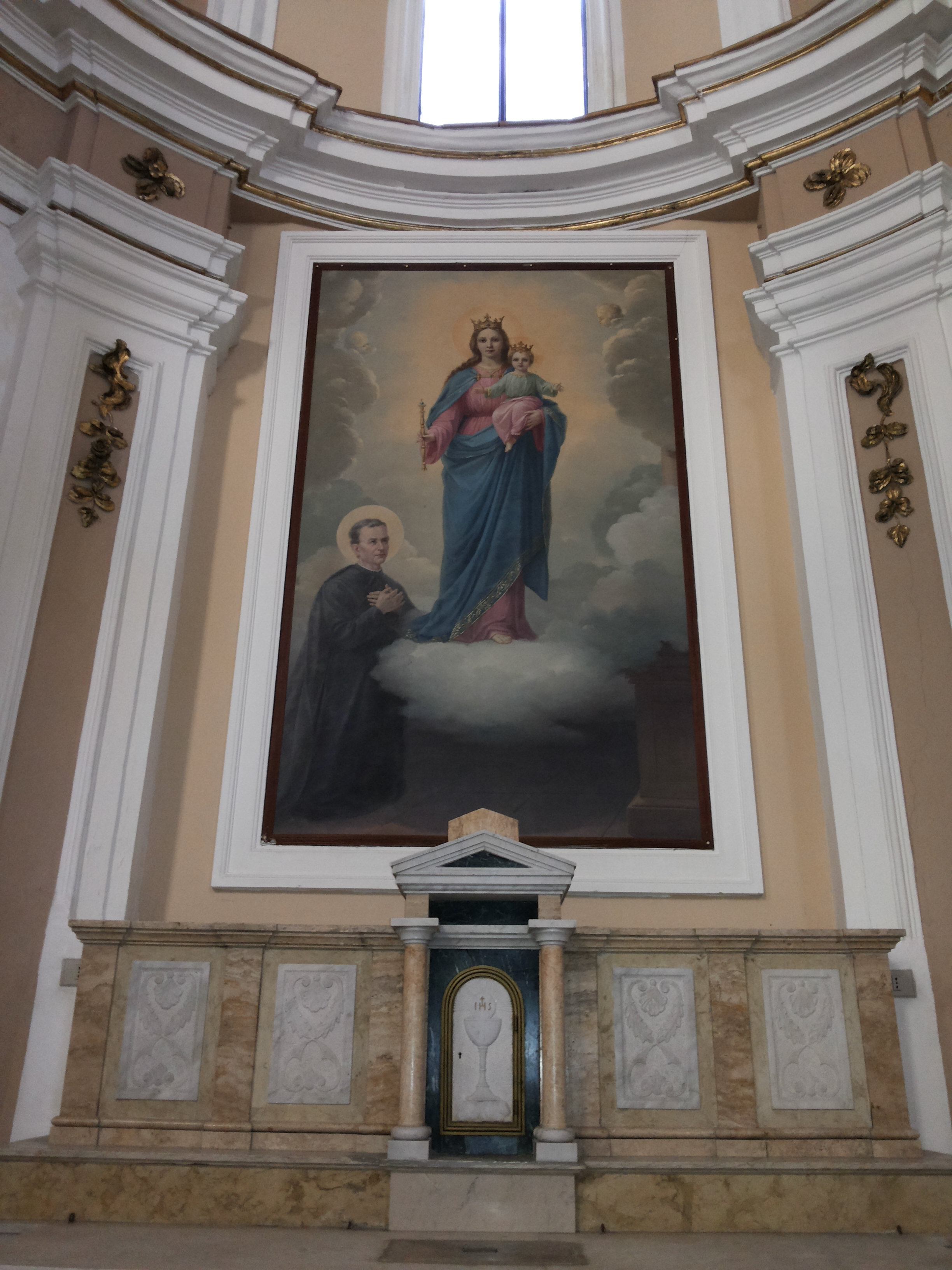
Dipinto di Maria Santissima Ausiliatrice con San Giovanni Bosco
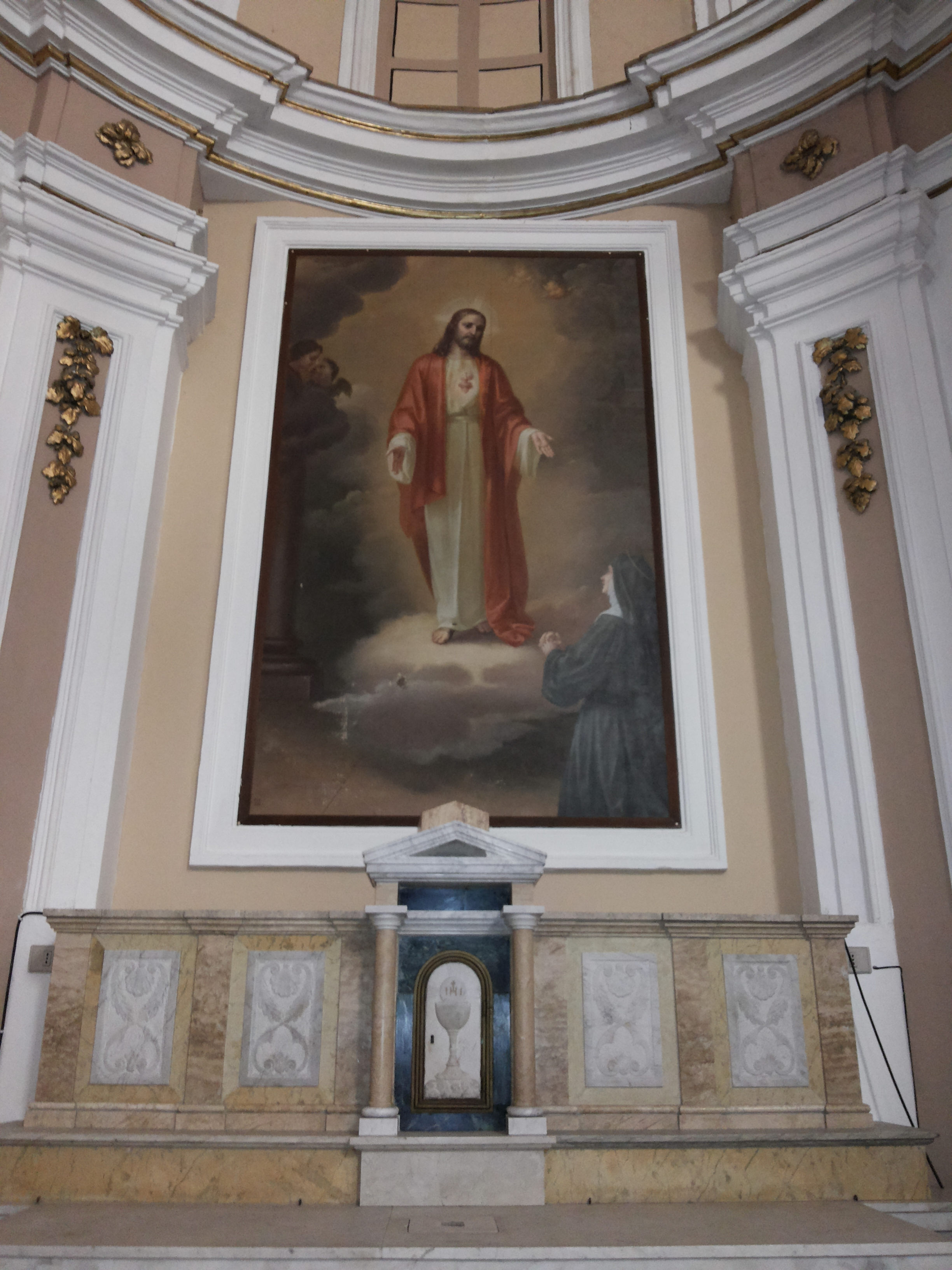
Sacro Cuore di Gesù
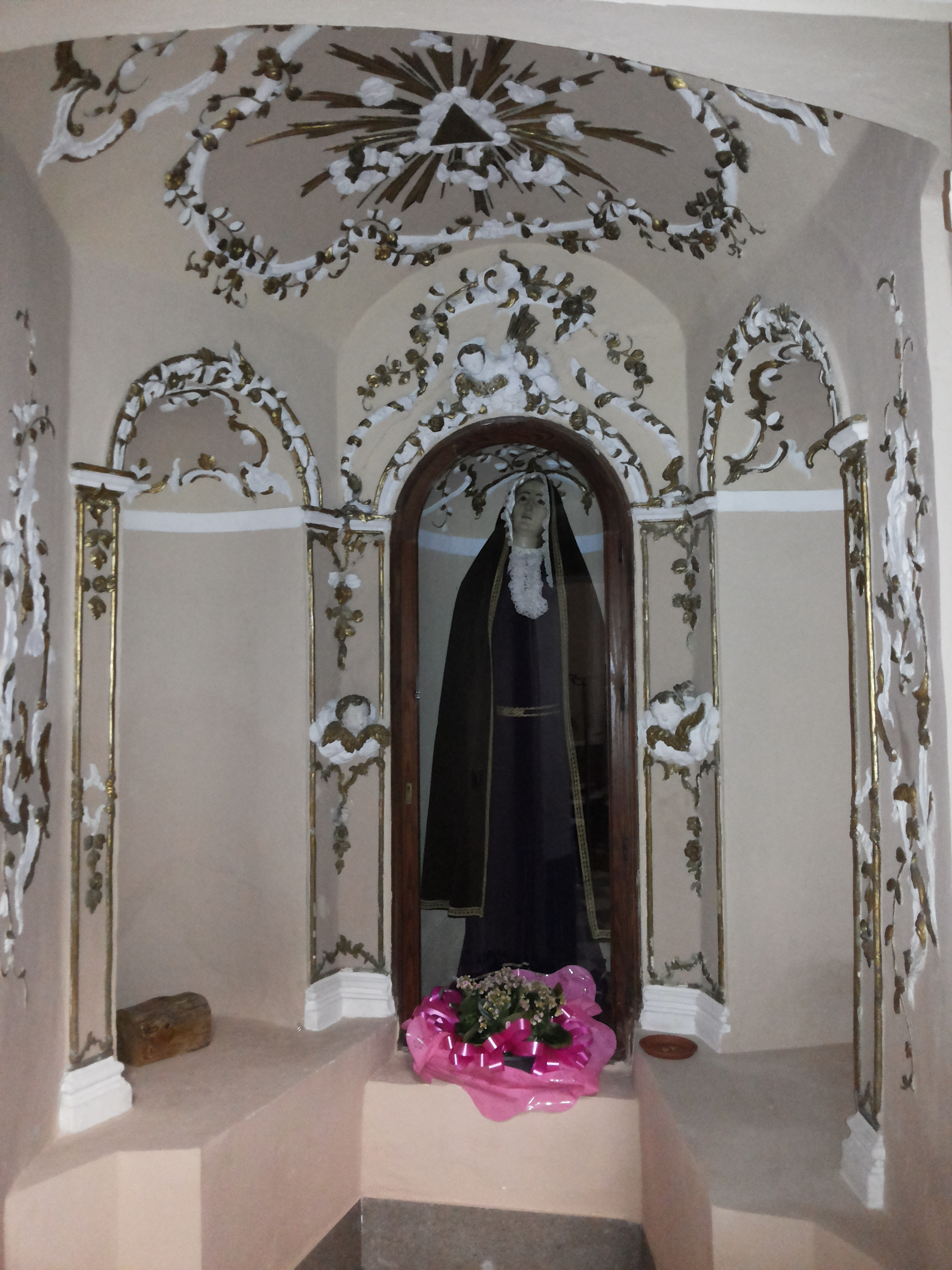
Statua dell'Addolorata